# Hybridkraftwerk Prenzlau
Das Hybridkraftwerk Prenzlau (auch Kraftwerk Prenzlau) ist ein Teil des Verbundkraftwerks Uckermark. Es wurde 2011 als weltweit erstes Wasserstoff-Wind-Biogas-Hybridkraftwerk in Betrieb genommen. Projektpartner waren neben der Enertrag AG auch die mittlerweile aus dem Konsortium ausgeschiedenen Unternehmen Vattenfall Europe, Total und DB Energie. Als Standort dient das nordöstliche Prenzlauer Ortsgebiet an der Straße nach Schenkenberg.

## Geschichte
Am 21. April 2009 legte Bundeskanzlerin Angela Merkel in Anwesenheit von Brandenburgs Ministerpräsident Matthias Platzeck und Landeswirtschaftsminister Ulrich Junghanns den Grundstein für das Kraftwerk. Die Inbetriebnahme erfolgte nach zweieinhalb Jahren Bauzeit am 25. Oktober 2011. Nach seiner Fertigstellung bildete es das weltweit erste Hybridkraftwerk, das mit Wasserstoff arbeitet. Für den Bau kooperierte Enertrag unter anderem mit dem Mineralölkonzern Total, dem Energieunternehmen Vattenfall und der Deutschen Bahn, wissenschaftliche Partner in der Entwicklung waren unter anderem die Hochschulen in Stralsund, Braunschweig und Cottbus.

## Funktionsweise

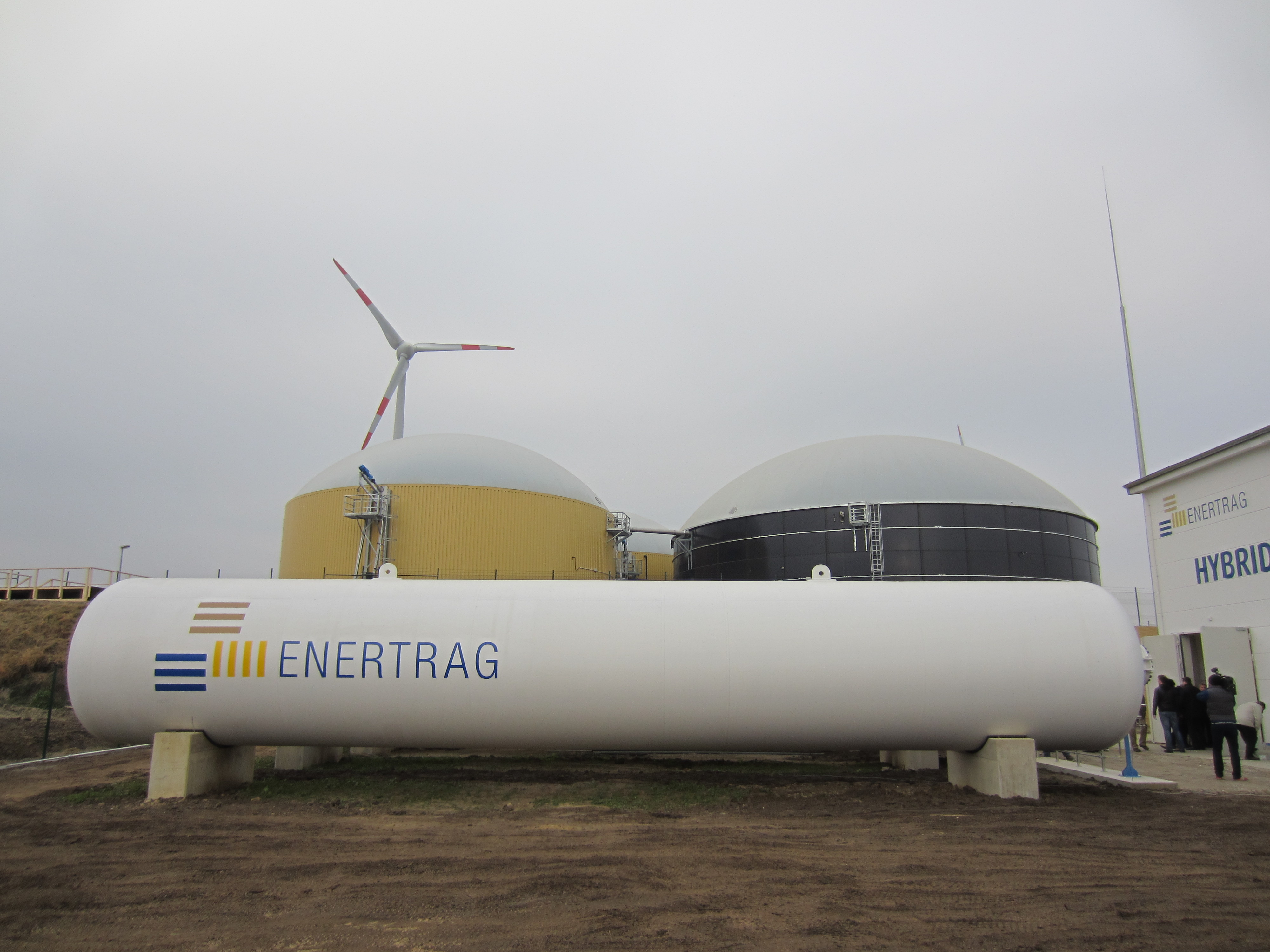
Biogasanlage, Gastank und Windrad des Kraftwerks

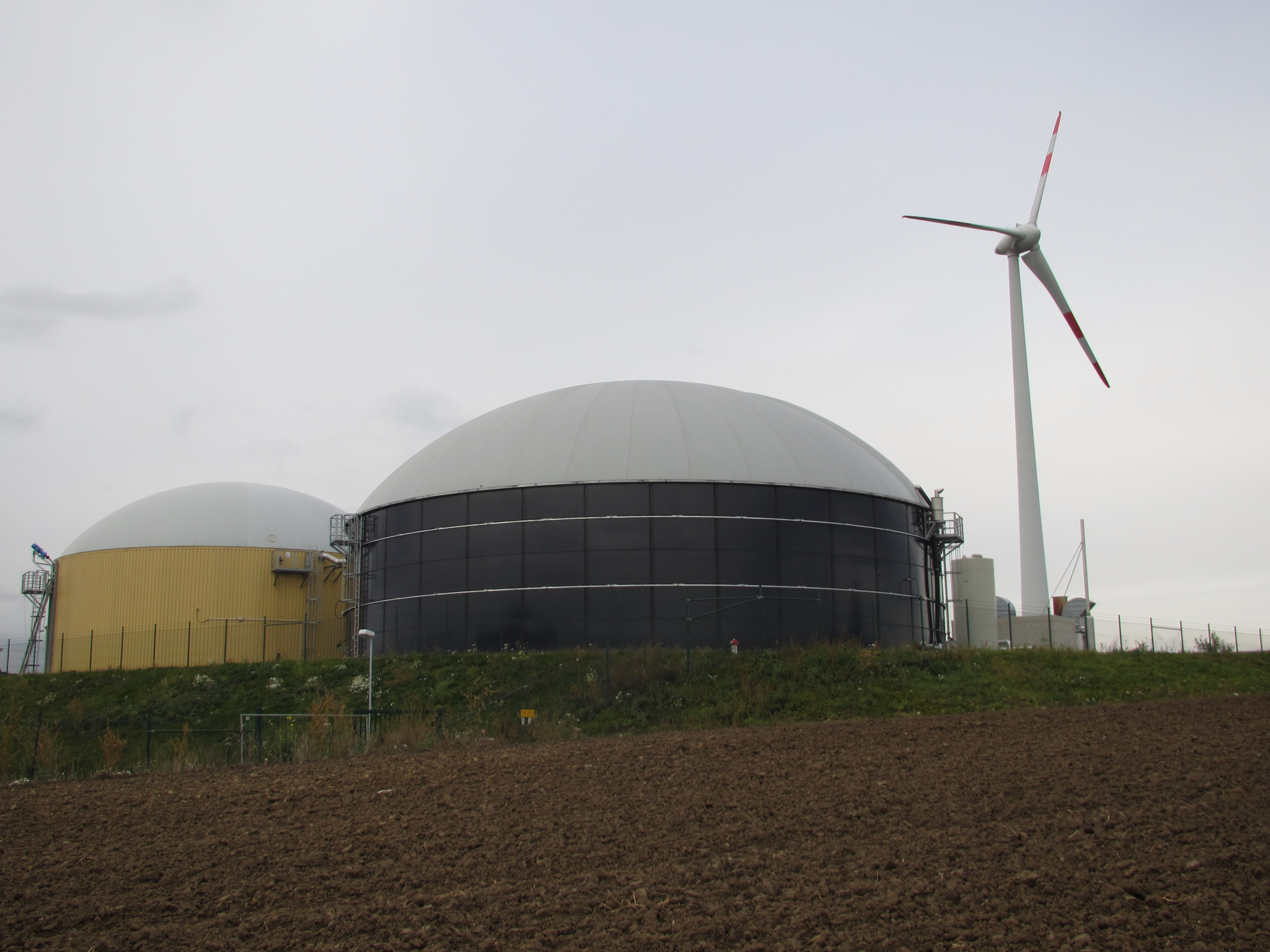
Das Kraftwerk im Jahr 2012

Das Kraftwerk besteht im Wesentlichen aus drei Windkraftanlagen des Typs Enercon E-82 E2 mit einer Nennleistung von jeweils 2,3 MW und einer 560-kW-Elektrolyseanlage. Zwei Blockheizkraftwerke können mit einem Gemisch aus Wasserstoff und Biogas betrieben werden.
Sowohl die Blockheizkraftwerke als auch die Windkraftanlagen liefern elektrischen Strom, der in das Versorgungsnetz eingespeist werden kann. Bei einem Überangebot von Strom kann dieser zur Elektrolyse eingesetzt werden, um aus Wasser Wasserstoff zu erzeugen, der unter Hochdruck in Tanks gespeichert wird. In den Tanks kann zu windarmen Zeiten grüner Wasserstoff entnommen werden, der dann den Energieverbrauch in Form von EE-Gas decken kann.
Der bilanzielle Vertrieb an Endkunden erfolgt durch Greenpeace Energy. Der grüne Wasserstoff kann zu Heizzwecken, als Treibstoff und in industriellen Prozessen genutzt werden.